# 北極特快車 (繪本)
《北極特快車》（英語：The Polar Express）是克里斯·凡·艾斯伯格創作的兒童繪本，於1985年出版。這本書在1986年獲得凱迪克獎金獎，並在2004年被改編為同名電影。
凡·艾斯伯格曾表示創作《北極特快車》的靈感是來自他童年時在家鄉大急流城過聖誕節的經歷。

## 故事簡介
一位十歲的小男孩在聖誕夜搭上了前往北極的列車，來到了位於北極的一座大城市內，城內有著成千上萬的聖誕精靈。當聖誕老人問小男孩想要什麼樣的聖誕禮物時，小男孩說只想要雪橇上的一枚銀鈴，於是聖誕老人便將一枚銀鈴送給小男孩。當小男孩乘坐列車回家，卻發現放在口袋裡的銀鈴已經不慎丟失了。
次日早晨，小男孩與妹妹莎拉在拆禮物時，發現了聖誕老人寄來的禮盒，盒中就裝著那枚銀鈴。當小男孩搖動銀鈴時，它能發出小男孩與妹妹有史以來聽過最美妙的聲音，可是他們的父母親卻聽不見。

## 榮譽
《北極特快車》獲得了凱迪克獎金獎（1986年）、美國「家長的選擇」基金會繪本獎（1985年）、美國《波士頓環球報》／《號角書》雜誌獎繪本銀獎（1986年），還入選美國圖書館協會年度好書推薦、《紐約時報》年度最佳繪本、紐約公共圖書館「每個人都應該知道的一百種繪本」、美國全國教育協會推薦一百本最佳童書。

## 改編作品
在2004年，被改編為同名3D動畫電影《北極特快車》，由勞勃·辛密克斯執導，湯姆·漢克斯等人配音。